# Mira (Olaszország)
Mira (velenceiül Ła Mira) település Olaszországban, Veneto régióban, Velence megyében. Lakosainak száma 37 542 fő (2023. január 1.). Mira Campagna Lupia, Dolo, Mirano, Pianiga, Spinea és Velence községekkel határos.

## Népesség
A település népességének változása:
| Lakosok száma | 38 501 | 38 573 | 37 542 |
|               | 2017   | 2018   | 2023   |